# Kikkebakkeboligby
Kikkebakkeboligby er Børnenes U-landskalender fra 1977 (genudsendt i 1985) skrevet af Ole Lund Kirkegaard. 
Historien udspiller sig i huset Kikkebakke, som ligger centralt i Boligby. I stueetagen bor den vrisne og pessimistiske hr. Gniske, på 1. sal bor fru Vivaldi, som dagligt fremstiller spaghetti til spaghetti-centralen. Derudover bor der der venlige og hjælpsomme hr. Sommer, og øverst oppe opfinderen Alfred, hans ude-arbejdende kone Carla og deres to børn Berta og Freddy.
Beboerne har dagligt kontakt med bl.a. fejemanden, fru Brand og købmanden. Gennem serien får Berta og Freddy løbende tilsendt breve og pakker fra moster Esmeralda, som kommer på besøg i dagene op til jul.
Undervejs kommenteres hovedpersonernes oplevelser af byens to nysgerrige beboere, som fra udkanten af byen kommenterer alt hvad de mener at have set og hørt.

## Stemmer
- Olaf Ussing som Gniske og Esmeralda
- Jesper Klein som Fejemand, Skorstens-Per m.fl
- Frits Helmuth som Alfred
- Annegrethe Nissen som Carla
- Susse Wold som Berta
- Hanne Willumsen som Freddy
- Lily Broberg som Fru Vivaldi, fru Brand m.fl
- Gotha Andersen som Sommer m.fl
- Peter Kitter som Nysgerrig m.fl
- Sigrid Horne-Rasmussen som Nysgerrig